# Ерланген
Ерланген, або Ерлянґен, Ерлянген, Ерланґен (нім. Erlangen) — місто (міський округ, нім. kreisfreie Stadt) в адміністративному окрузі Середня Франконія, федеральній землі Баварія, Німеччина, на річці Регніці. Разом з Нюрнбергом, Фюртом і декількома малими містами складає Середньофранконську агломерацію. За кількістю мешканців (119 780 осіб на 30 червня 2024 року) місто займає 8 місце в землі Баварії — останнє серед усіх міст з населенням понад 100 000 мешканців.
Нині місто відоме передусім великим університетом Ерлангена—Нюрнберга та великою кількістю відділень концерну Сіменс. Завдяки співпраці університетської клініки та концерну місто є одним з провідних в Європі та світі в галузі розробки та створення сучасної медичної техніки. Ще місто відоме з давнини завдяки його заселенню гугенотами після Нантського едикту (1685 року). 

## Назва
Відомо про наступні варіанти назви міста, поширені в джерелах:
- Ерланген[джерело?];
- Ерлянґен[2][3][4][5];
- Ерлянген[6];
- Ерланґен[7].

## Географія
Географічно місто належить до Середньої Франконії, розташоване вздовж річки Регніц та каналу Майнц—Дунай. Північніше «Внутрішнього міста» (Innenstadt) струмок Швабах впадає в Регніц.

## Історія
Після Другої світової війни в таборі переміщених осіб перебувало 360 українців. Тут діяло спортивне товариство УСТ «Дністер».

### Розвиток міста
Попервах самостійні громади та угіддя, протягом XX століття були включені до складу міста:
- 1 квітня 1920 року: Альтерланген (громада Косбах)
- 1 серпня 1923 року: Бюхенбах та Вайлер Ноймюле
- 15 вересня 1924 року: Брук
- 1960 рік: частково Ельтерсдорф
- 1 січня 1967 року: Косбах, разом з Хойзлінгом та Штойдахом
- 1 липня 1972 року: Эльтерсдорф, Фрауенаурах, Гроссдехсендорф, Хюттендорф, Кригенбрунн, Тенненлое
- 1 липня 1977 року: Кьонігсмюле (місто Фюрт)

## Інфраструктура та транспорт
У місті існує розвинута транспортна інфраструктура, до якої належить залізничний вокзал, автобуси, таксі та приватний автотранспорт. До міста можна дістатися від аеропрорту Нюрнберга, розиашованого лише декілька кілометрів від Ерлангена. Навколо міста є також декілька приватних злітно-посадкових смуг, що використовуються для легкого авіатранспорту.

## Важливі заклади
В Ерлангені розташовані:
- Університет Ерлангена—Нюрнберга
- Фраунгоферський інститут інтегральних схем — розробник формату mp3
- Фраунгоферський інститут інтегральних систем та технологій інтегральних елементів
- Баварський лазерний центр
- Численні відділення концерну Сіменс

## Щорічні святкові заходи

### Бергкірхвайх
Щорічно в другій половині весни в місті проводиться пивний фестиваль Бергкірхвайх — народне гуляння, що є третім по величині в Баварії після Октоберфеста в Мюнхені та Гойбоденфеста у Штраубінгу.

### Свято поетів «Поетенфест»
Проводиться щорічно в першій половині літа на території палацового саду Шлоссгартен. Впродовж декількох днів зі спеціально поставленої посеред саду сцени поети виступають з ліричними творами різноманітних форм.

### Фестиваль класичної музики «Классик ам Зее»
Проводиться щорічно наприкінці літа на березі озеру, розташованого північніше міського району Ерланген-Дехсендорф.

## Цікаві факти

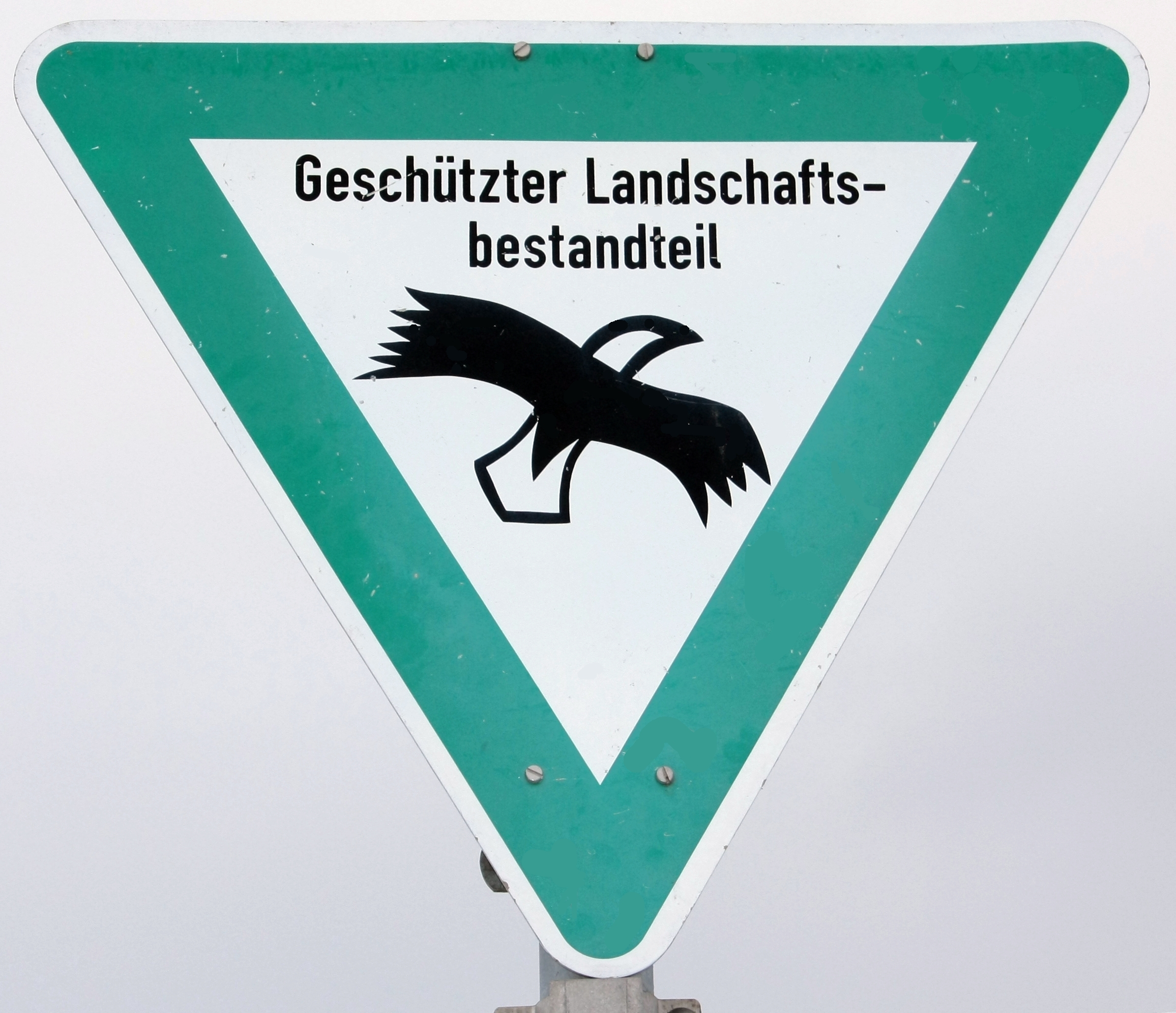
Знак, що позначає початок природоохоронної зони

- Навколо та в межах міста розташована велика кількість природоохоронних територій. Знак, що попереджує про початок природоохоронної території (див. малюнок справа) — це трикутник, орієнтований вершиною вниз, обведений зеленою смугою та з чорним контуром орла на білому фоні.
- На території міста (як і на всій території Франконії) заборонено миття автомобілів у дворах приватних будинків. Транспортні засоби необхідно мити лише на спеціально відведених майданчиках чи автомийках. Заборона обумовлена тим, що як джерела води для водопостачання міста використовуються річкові та ґрунтові води, які можуть бути серйозно забрудненні при потраплянні в них рідин, що застосовуються в обслуговуванні автотранспорту.

## Міста-побратими
| Місто         | Країна          | Дата угоди |
| ------------- | --------------- | ---------- |
| Ескільстуна   | Швеція          | 1961       |
| Ренн          | Франція         | 1964       |
| Владимир      | СРСР            | 1983       |
| Єна           | НДР             | 1987       |
| Сток-он-Трент | Велика Британія | 1989       |
| Сан Карлос    | Нікарагуа       | 1989       |
| Бешикташ      | Туреччина       | 2004       |

## Відомі особистості

### Уродженці
- Ахім Баєрлорцер (*1967) — німецький футболіст, півзахисник, згодом — футбольний тренер.

- Адольф Абіхт (1793—1860) — литовський медик.
- Франц Людвіг Фік (1813—1858) — німецький анатом.